# فينتشنزو موريتي
فينتشنزو موريتي (بالإيطالية: Vincenzo Moretti)‏ (19 نوفمبر 1976 كازيرتا إيطاليا - ) هو لاعب كرة قدم إيطالي، يلعب كمدافع، لعب 303 مباراة وسجل 35 هدف.

## مسيرته

### مسيرته مع الأندية
- 1993 - 1998 لعب مع نادي كاسيرتانا 56 مباراة سجل خلالها 4 أهداف.
- 1995 - 2006 لعب مع نادي أفيلينو 84 مباراة سجل خلالها 13 هدف.
- 1997 - 2002 لعب مع Campobasso FC [الإنجليزية]‏ 32 مباراة سجل خلالها 5 أهداف.
- 1998 - 1999 لعب مع Giulianova Calcio [الإنجليزية]‏ 11 مباراة سجل خلالها هدف.
- 1999 - 1999 لعب مع Alma Juventus Fano 1906 [الإنجليزية]‏ 13 مباراة سجل خلالها هدف.
- 1999 - 2000 لعب مع Cavese 1919 [الإنجليزية]‏ 27 مباراة سجل خلالها 3 أهداف.
- 2002 - 2003 لعب مع ASD Martina Calcio 1947 [الإنجليزية]‏ 31 مباراة سجل خلالها 5 أهداف.
- 2006 - 2006 لعب مع نادي جنوى 11 مباراة سجل خلالها هدف.
- 2007 - 2009 لعب مع نادي كريمونيسي 22 مباراة سجل خلالها هدف.
- 2009 - 2010 لعب مع يوفي ستابيا 16 مباراة سجل خلالها هدف.